# Archives départementales d'Ille-et-Vilaine
Les archives départementales d'Ille-et-Vilaine sont un service du conseil départemental d'Ille-et-Vilaine.
Comprenant les archives du parlement, de l'intendance, des États de Bretagne et d'autres institutions au ressort régional, elles présentent un intérêt historique qui dépasse considérablement le cadre géographique du département ; en 1992, leur fréquentation par le public est parmi les plus importantes de France en partie en raison des universités existant à Rennes.

## Historique des archives du département
Pour une bonne connaissance des archives, sont recensés ci-dessous les principaux repères concernant leur constitution progressive dont le nom des archivistes les ayant dirigées et que l'on trouve fréquemment comme responsables d'inventaires et autres publications historiques.
- 1790 - Jusqu'à présent dispersées dans la ville de Rennes, les premières archives de l'Ancien Régime sont entreposées dans le palais du parlement ; archives de l'intendance et archives des États de Bretagne rejoignent les archives judiciaires.
- 1792 - Alexandre Duval Pineu, ex-commis greffier des états, est « dépositaire-archiviste » du département ; deux premiers inventaires des archives auront été réalisés à la fin de sa mission en messidor an II.
- An II - En application de la loi du 7 messidor an II, Alexandre Duval Pineu a accepté la fonction de « préposé au triage ». Avec ses aides bénévoles, il travaille jusqu'en brumaire an V, la loi du 5 de ce mois interrompant indirectement l'élimination massive qui était engagée, après la destruction solennelle des titres de la réformation de la noblesse en août 1792.
- An IV - Jean-François Estin, ancien prieur de l'abbaye de Marmoutier de Tours, est nommé archiviste du département, après avoir été archiviste du district de Rennes ; il démissionne en frimaire an VI pour handicap.
- 1800 - Les archives occupent progressivement une dizaine de salles du parlement, mais le désordre déjà considérable s'accroît encore quand la loi du 28 pluviôse an VIII et des dispositions ultérieures confient le rôle principal au secrétariat de la préfecture.
- 1820 - Hyacinthe Trublet est archiviste de la préfecture jusqu'en 1837, date à laquelle le conseil général interrompt le traitement de l'archiviste.
- 1837 - Charles Jacques Pépin, alias Pépin de Bourges, est sous-chef de préfecture, chargé des archives ; premier plan de classement...
- 1838 - Loi du 10 mai 1838
- 1853 - Édouard Quesnet est nommé « archiviste du département » par le préfet ; il est expérimenté et a satisfait aux conditions du décret du 4 février 1850 quant aux capacités des archivistes. Le résultat de son activité ne ressemblera en rien à celui de ses prédécesseurs : l'ordre l'a emporté sur le désordre et de nouveaux versements ont eu lieu.
- 1870 - Le palais du parlement est de moins en moins propre à la conservation des archives tant faute de place que par surcharge de l'édifice et les archives sont à nouveau dispersées en attendant la construction d'un bâtiment.
- 1885 - Déménagement des archives dans le bâtiment - hôtel Saint Melaine - édifié à l'arrière de l'hôtel de la préfecture, près du parc du Thabor.

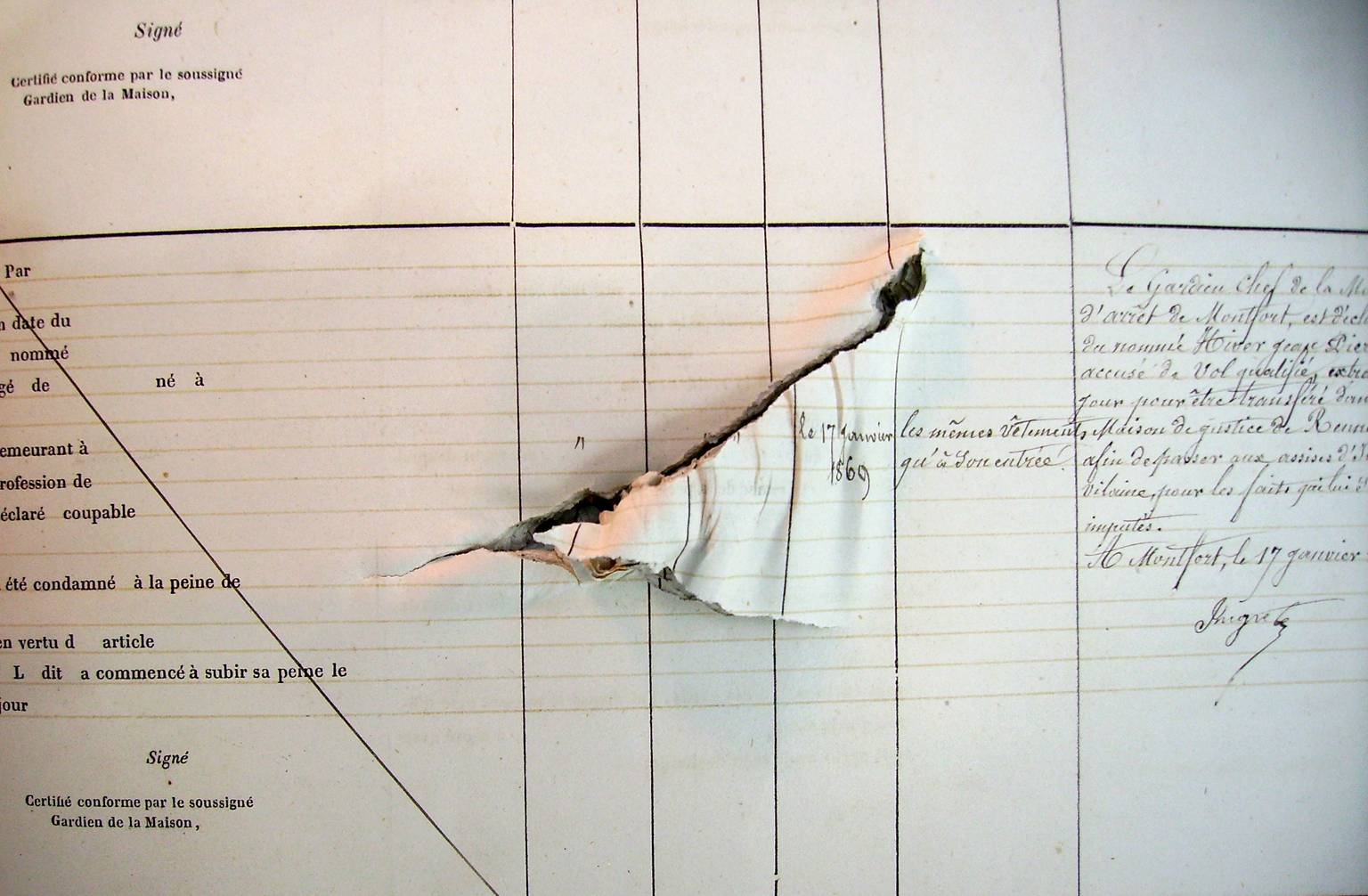
Sans commune mesure avec les pertes subies à Saint-Malo, les archives ont été affectées par le bombardement de juillet 1944 du Pavillon Saint-Melaine : ici un registre d'écrou des prisons de Montfort de 1859.

- 1890 - Honoré de distinctions publiques, Édouard Quesnet décède le 12 septembre ; Paul Parfouru, ancien élève de l'École des chartes, est nommé comme successeur. Il sera assisté d'un second aide-archiviste trois ans plus tard.
- 1905 - Nomination d'André Lesort.
- 1912 - Nomination d'Henri Bourde de La Rogerie, provenant des archives départementales du Finistère.
- 1934 - Nomination de René Gandilhon qui trouve des archives extrêmement à l'étroit tant dans le pavillon de la Borderie (place Saint-Melaine) qu'au palais de justice.
- 1941 - Nomination d'Henri-François Buffet ; il sera à partir de 1967 le premier conservateur en chef pour la région.
- 1965 - Publication du premier Guide des archives d'Ille-et-Vilaine.

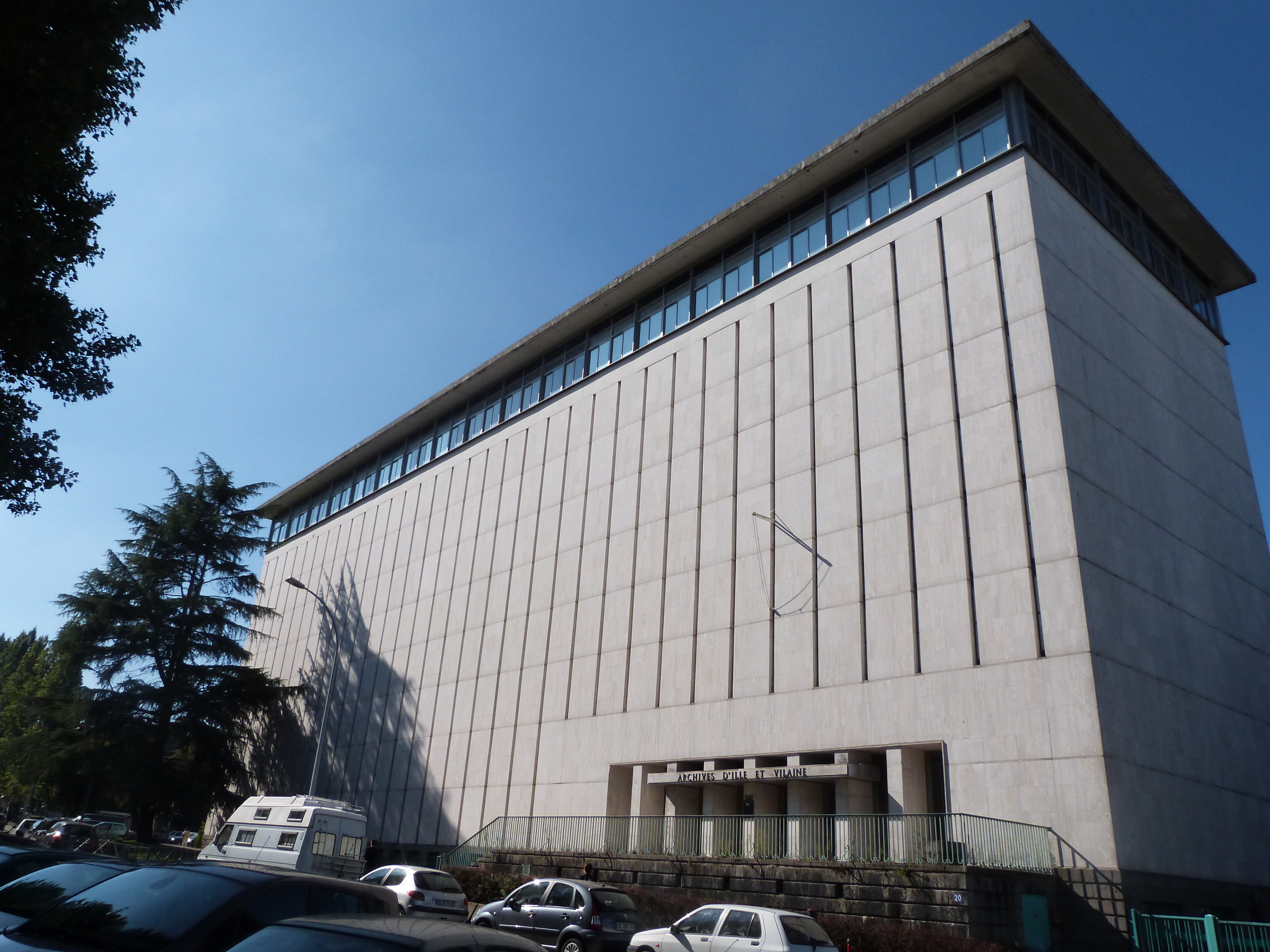
Bâtiment occupé par les archives départementales d'Ille-et-Vilaine de 1968 à 2007, situé au 20 avenue Jules-Ferry.

- 1968 - Réunion et déménagement dans le bâtiment érigé rue Jules Ferry des archives encore dispersées depuis la Seconde Guerre mondiale ; elles occupent déjà près des deux-tiers des 29 000 mètres linéaires disponibles. La salle de lecture spacieuse, située au 7e étage, contribue à l'accroissement continu du public.
- 1973 - Entrée en fonction de Jacques Charpy, directeur des archives départementales du Finistère depuis 1959.
- 1980 - Ouverture de la série W (loi du 31 décembre 1979) pour les archives postérieures à 1940.
- 1983 - Début de l'indexation à l'aide d'ordinateurs.
- 1986 - Les Archives départementales deviennent un service du conseil général, le salaire d'une partie du personnel restant assuré par l'État.
- 1991 - Publication du guide des archives communales d'Ille-et-Vilaine.
- 1992 - Le conseil général fait appel à une société pour microfilmer les périodiques concernant le département, dont ceux conservés aux archives, soit un volume estimé à trois cent mille pages[3]
- 1992 - Michel Maréchal constate à son arrivée que les efforts de ses prédécesseurs en matière d'acquisition ont déjà conduit le bâtiment de 1968 à ses limites, en dépit des éliminations. S'étant attaché à porter remède à cette situation, c'est sous son impulsion que sera construit le nouveau bâtiment au nord de la ville en 2005.
- 1994 - Publication du nouveau Guides des archives départementales d'Ille-et-Vilaine (dont est tiré l'essentiel des informations précédentes, elles-mêmes réunies par Jacques Charpy) : il concerne les séries A à J.
- 2006 - Fermeture le 30 juin du dépôt situé rue Jules-Ferry pour déménagement des archives dans le nouveau bâtiment.
- 2007 - Fin du déménagement[4] ; ouverture en juin du nouveau bâtiment (1 rue Jacques-Léonard) inauguré le 22.
- 2009 - Nomination de Claude Jeay, archiviste paléographe (prom. 2000), précédemment directeur des Archives départementales du Cher.
- 2023 - Nomination de Florent Lenègre, archiviste paléographe (prom. 2002), précédemment directeur des Archives départementales du Morbihan.

| Identité                         | Période | Période  | Durée  |
| Identité                         | Début   | Fin      | Durée  |
| -------------------------------- | ------- | -------- | ------ |
| Jacques Charpy (d) (1926 - 2018) | 1973    | 1991     | 18 ans |
| Michel Maréchal (d)              | 1992    | 2009     | 17 ans |
| Claude Jeay (d) (né en 1975)     | 2009    | 2023     | 14 ans |
| Florent Lenègre (d) (né en 1977) | 2023    | En cours | 2 ans  |

Si on ne tient pas compte des destructions « officielles » de la Révolution française, trois faits historiques ont eu une particulière conséquence sur l'intégrité des archives du département.
- L'incendie de Rennes en 1720 a détruit les archives du présidial de Rennes jusqu'à cette date ; son ressort s'étendait sur un grand nombre de paroisses en partie hors du département actuel.
- La chouannerie et les troubles liés à la Révolution et à la contre-révolution ont entraîné des destructions d'archives dans les mairies de la région de Fougères.
- Les bombardements de Saint-Malo en 1944 ont causé la destruction d'une grande quantité d'archives diverses (état civil, justice...).

## Gestion et communication

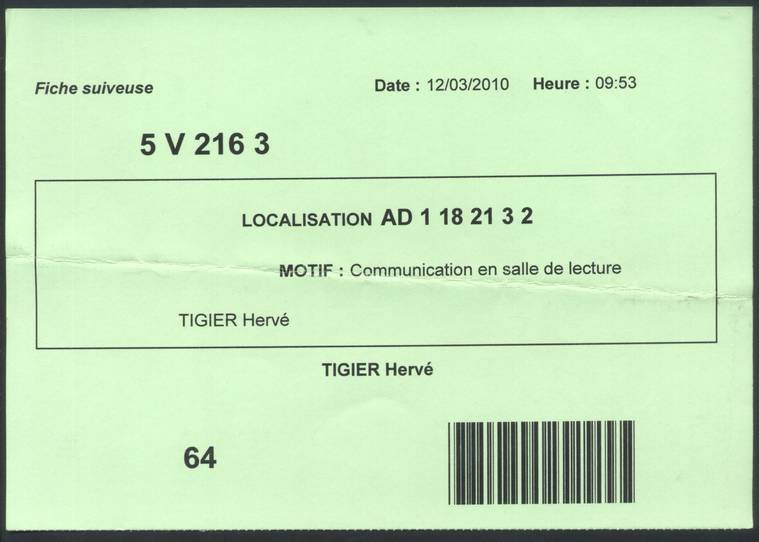
Une fiche suiveuse ayant accompagné un article du fonds de la sous-série 5 V jusqu'à la table 64 et retour.

Que ce soit au niveau du classement, de la conservation ou de la communication, les archives sont gérées globalement à l'aide du logiciel de gestion d'archives appelé Thot. Le lecteur l'utilise lui-même dans la salle de lecture pour la commande des articles, celle-ci lui étant permise une fois qu'il a saisi le numéro de sa table et que le code-barres de la carte qui lui a été remise à son arrivée a été lu. Entre un quart-d'heure et trois-quarts d'heure plus tard, l'article commandé lui est confié, avec la fiche suiveuse éditée et gérée par Thot.

## Principaux fonds

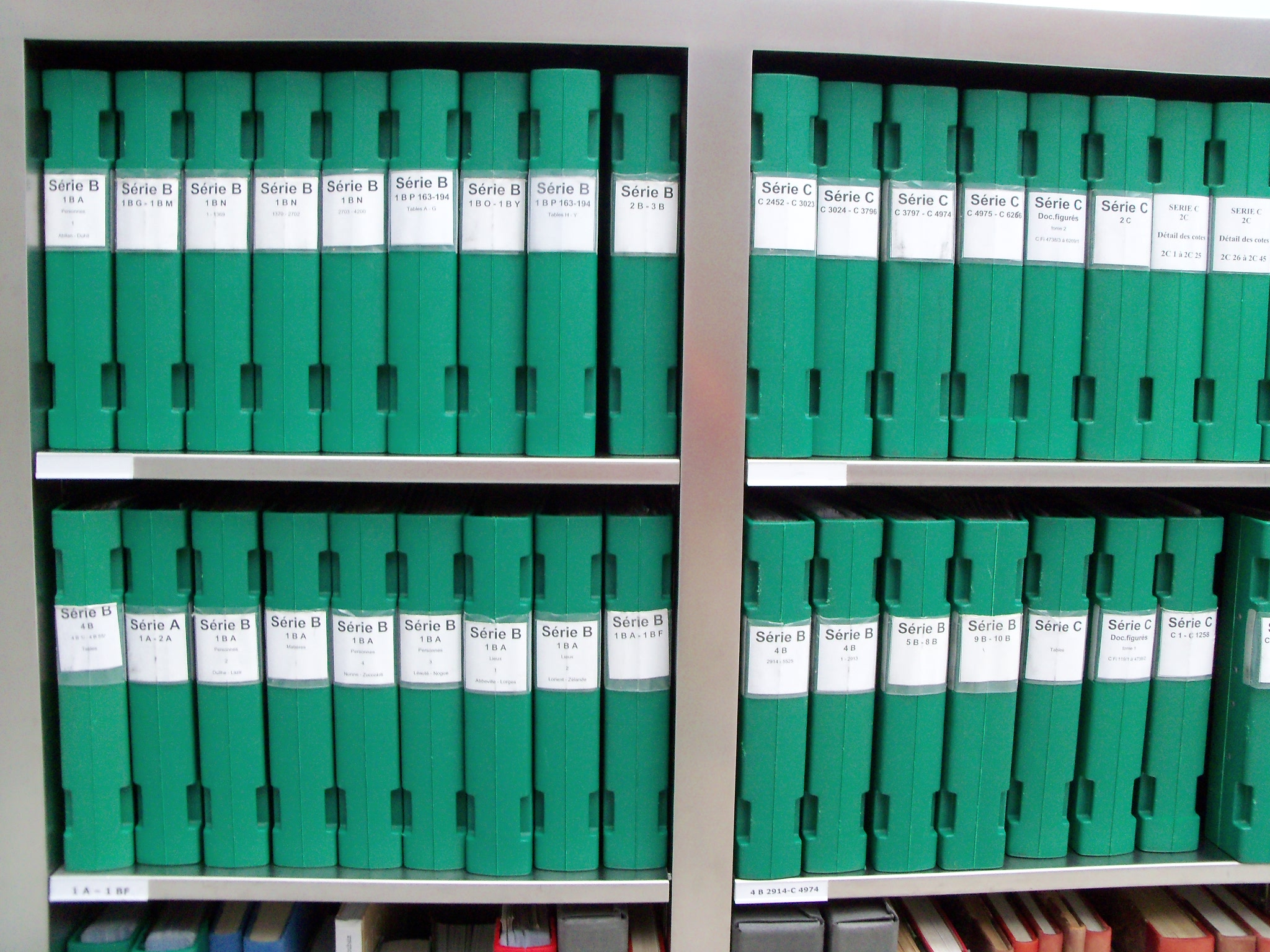
Partie des répertoires des séries anciennes (entrée de la salle de lecture).

- 1 B : Parlement de Bretagne, plus de 1 000 mètres linéaires
- 2 B ; 3 B ; 4 B : Juridictions royales et justices seigneuriales
- 9 B : Amirauté de Saint-Malo
- Série C : Intendance et États de Bretagne, plus de 400 mètres linéaires
- 3 E : Registres paroissiaux et d'état civil, microfilmés (série Mi)
- 4 E : Notaires
- Série M : Administration du département
- Série P : Cadastre napoléonien ; plans numérisés
- Série Q : Domaine - Enregistrement
- 1 R : Conscription (numérisé)
- 4 S : Inscription maritime
- Série U : Cour d'appel de Rennes et autres tribunaux

Les archives d'Ille-et-Vilaine gèrent également une bibliothèque historique et administrative de plus de 8 000 titres.
À signaler aussi la presse régionale consultable par microfilms.
Un guide des sources sur la Guerre d'Algérie vue d'un département dit tranquille a été publié en 2012. Il présente les sources d'archives publiques produites par diverses administrations (préfecture, police, juridictions, INSEE...) conservées aux archives départementales. Il est accessible sur le site internet des archives et sur Calaméo.

## Fonds numérisés ou microfilmés
- Numérisé
  1. Registre paroissial
  2. Tables des registres des matricules militaires, XIXe-XXe siècle
  3. Cadastre napoléonien
  4. Plans de l’Intendance et des États de Bretagne, XVIe-XVIIIe siècle
  5. État civil
  6. Recensements de population
- Microfilmé
  1. État civil
  2. Périodiques

## Pour approfondir